# Baia di Monterey
La baia di Monterey è una baia sull'oceano Pacifico, lungo la costa centrale della California. Si trova a sud di San Francisco, fra le città di Santa Cruz e Monterey.
Baia di Monterey, o anche The Central Coast, sono locuzioni locali che descrivono la totalità delle coste che sottendono alla contea di Santa Cruz ed a quella di Monterey. Nella baia sfocia il fiume San Lorenzo dopo un percorso di 46 chilometri svoltosi interamente in California.

## Storia
Il primo europeo che scoprì la baia di Monterey fu Juan Rodríguez Cabrillo il 16 novembre 1542, mentre navigava verso nord lungo la costa su un convoglio facente parte di una spedizione navale spagnola. Egli le diede inizialmente il nome di bahía de los Pinos, probabilmente in funzione della foresta di pini incontrata in precedenza mentre circumnavigava la penisola di Monterey a sud della baia.
Il 10 dicembre 1595, Sebastião Rodrigues Soromenho attraversò la baia e la ribattezzò bahía de San Pedro in onore di Pietro martire.
Il nome attuale della baia viene documentato, per la prima volta, nel 1602 da Sebastián Vizcaíno, che venne incaricato dal governo spagnolo di eseguire una completa e dettagliata cartografia della costa. Egli calò le ancore, in quello che è oggi il porto di Monterey, il 16 dicembre e lo chiamò porto di Monterey in onore del conte di Monterrey, allora viceré della Nuova Spagna. Monterrey è una forma modificata di Monterrei, una municipalità della Galizia, regione della Spagna dalla quale provenivano il viceré e suo padre.
Gli altri luoghi nelle vicinanze, che riportano Monterey nel toponimo, lo sono a causa della vicinanza alla città e alla baia. Fra queste si ricordano Presidio of Monterey e .Monterey Canyon.

## Geologia

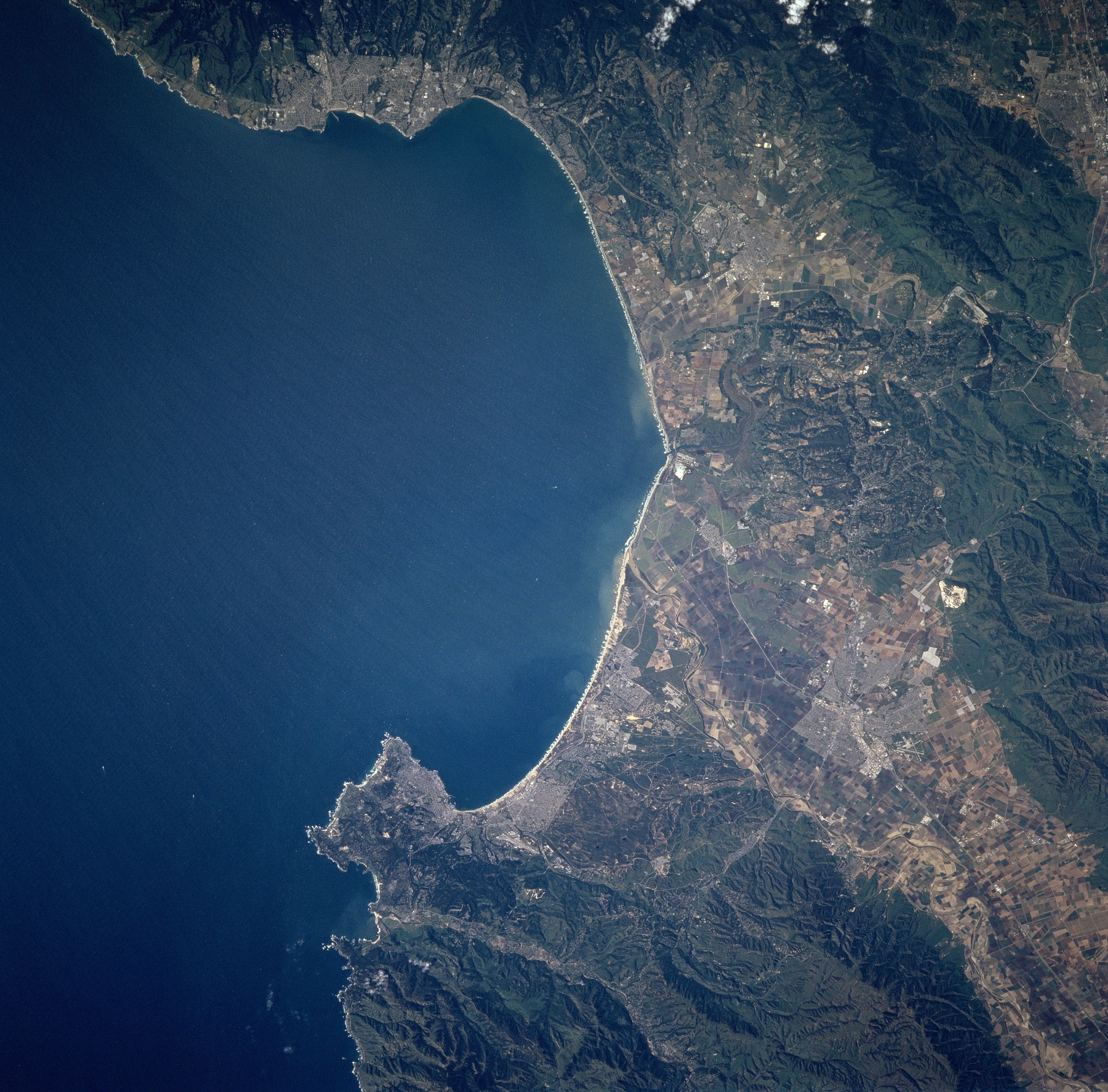
Veduta satellitare della baia di Monterey

Il Canyon Monterey, uno dei più grandi canyon sottomarini del mondo, ha inizio al largo di Moss Landing, esattamente al centro della baia di Monterey.

## Flora e fauna
La baia di Monterey è sede di diverse specie di mammiferi marini come la lontra marina, la foca comune, l'orca e molte specie di delfini. Si trova sulla rotta migratoria della balena grigia e della megattera oltre ad ospitare l'elefante marino settentrionale. Ospita anche diverse specie di squali, molluschi quali haliotis e calamari, uccelli e tartarughe marine. Diverse varietà di kelp crescono nella baia, e molte diventano alte come alberi, formando quella che è nota come kelp forest.

## Città lungo la baia di Monterey

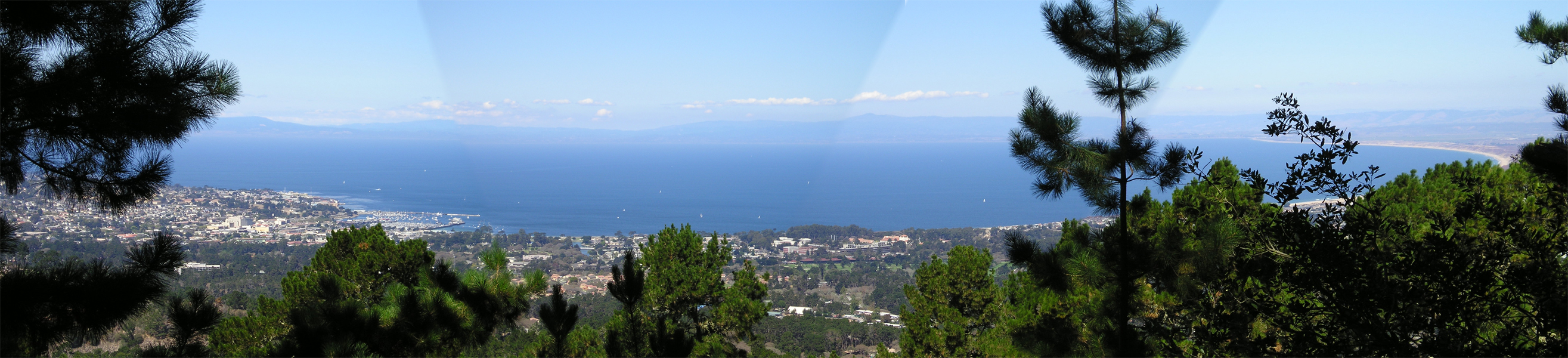
Panorama della baia di Monterey da Jacks Peak Park

In senso orario attorno alla baia, generalmente da nord a sud. Le località non sulla costa sono indentate:
- Santa Cruz
- Capitola
  - Soquel
- Aptos
- Rio del Mar
- La Selva Beach
  - Freedom
  - Watsonville
  - Pajaro
  - Las Lomas
  - Elkhorn
- Moss Landing
- Castroville
  - Salinas
- Marina
- Fort Ord
- Seaside
- Sand City
  - Del Rey Oaks
- Monterey
- Pacific Grove

## Galleria d'immagini

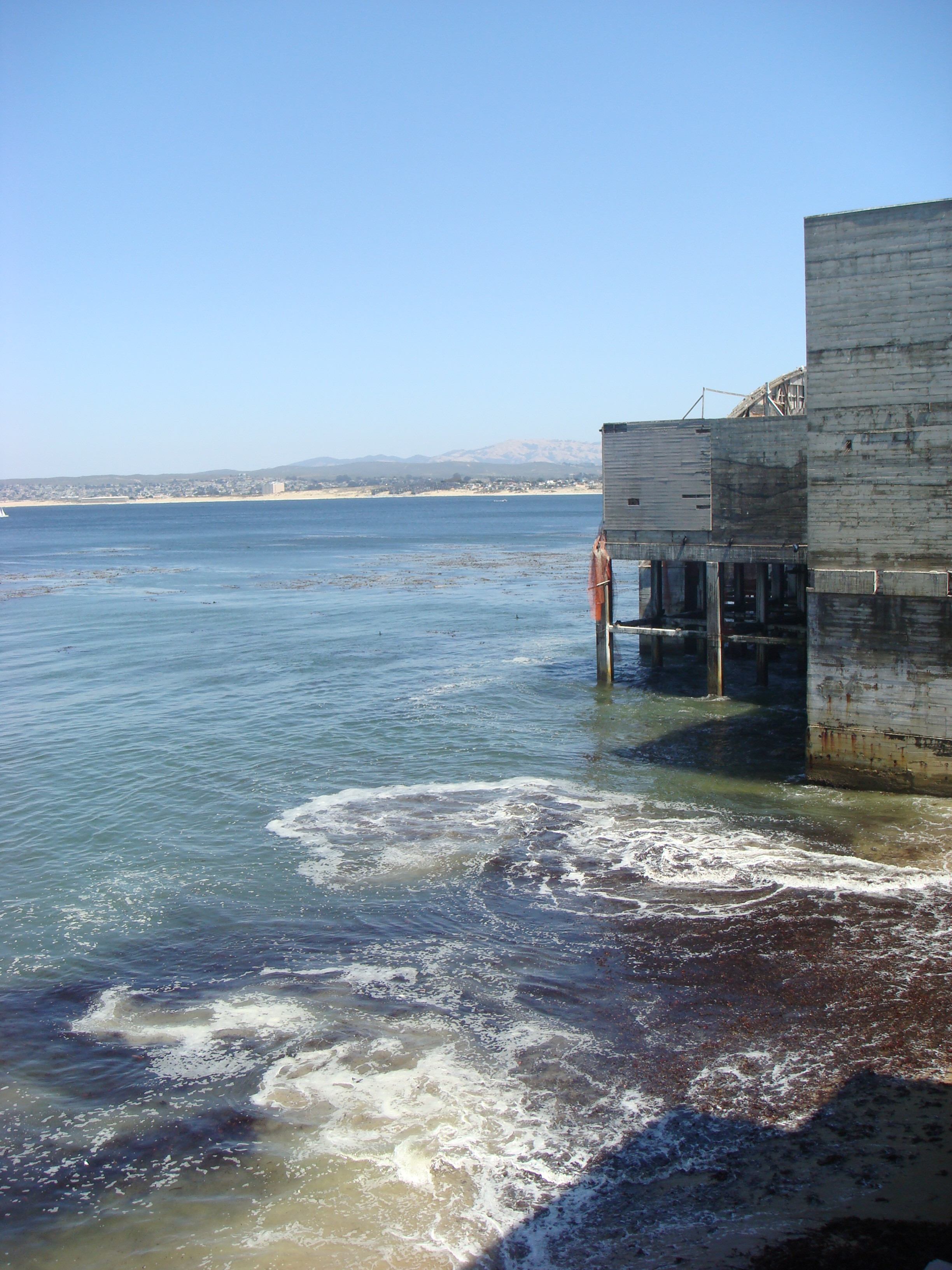
Monterey Bay con la Old Cannery Foundations
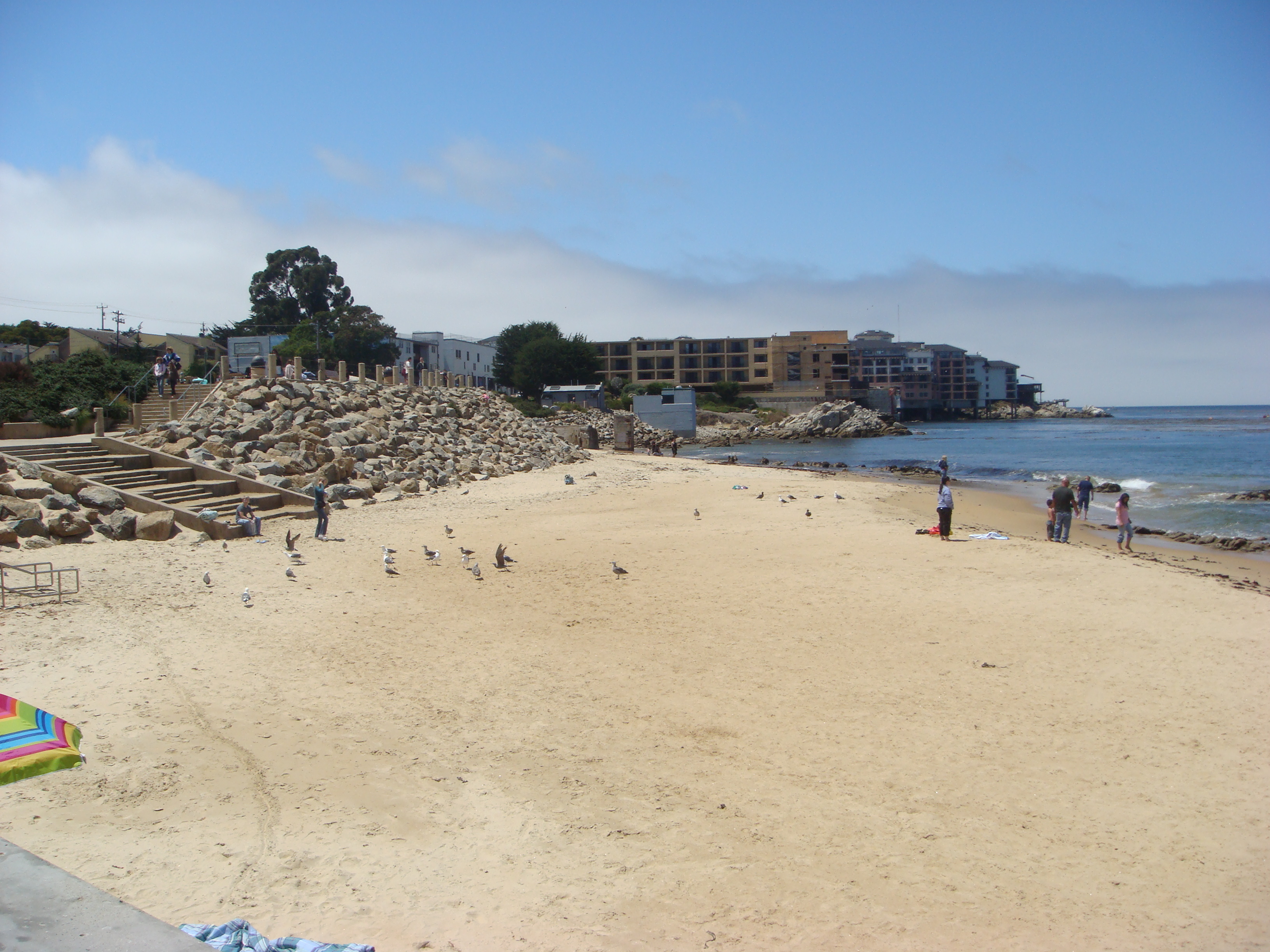
Una delle molte spiagge site lungo la costa della Monterey Bay